# Microdynerus tauromenitanus
Microdynerus tauromenitanus är en stekelart som beskrevs av Blüthgen 1955. Microdynerus tauromenitanus ingår i släktet Microdynerus och familjen Eumenidae. Inga underarter finns listade i Catalogue of Life.